# Francisco Coloma y Maceda
Francisco Coloma y Maceda, Marqués de Canales de Chozas (1617-1677) fue un oidor y licenciado español que sirvió como el 29.º gobernador general de Filipinas. Fue el quinto gobernador general de Filipinas de la Real Audiencia de Manila. Antes de ser gobernador, Coloma se desempeñó como oidor (auditor) a cargo de los asuntos militares durante las administraciones del gobernador general Diego de Salcedo a Manuel de León.

## Carrera
Poco se sabe de los primeros años de vida de Coloma, que nació en la rama riojana de la Casa de Coloma, en 1617. Ya era licenciado a su llegada a Filipinas el 29 de marzo de 1661 para servir como oidor (auditor) en la Real Audiencia. El 22 de junio de 1662, Coloma se casó con María de Cuellar y Cisneros en Filipinas. Durante las administraciones del gobernador general Diego de Salcedo a Manuel de León, Coloma ocupó el cargo de auditor mayor. Como auditor, Coloma estaba a cargo de los asuntos militares. Este cargo fue impugnado por Francisco Sotomayor y Mansilla, que también formaba parte de la Real Audiencia, argumentando que se suponía que era él el auditor mayor. Sin embargo, por temor a Salcedo, Sotomayor cedió ante Coloma y asumió el segundo puesto más alto.
Cuando un golpe reemplazó a Salcedo por Juan Manuel de la Peña Bonifaz el 28 de septiembre de 1668, la nueva administración hizo encerrar a Sotomayor y al resto de los miembros de la Real Audiencia en las afueras de Manila. El nuevo gobernador y sus asociados se apoderaron de la fortuna de Salcedo, de 14 000 pesos, y del situado traído por el galeón de Manila, que ascendió a 400 000 pesos. Para eludir la amenaza de Sotomayor, fue exiliado de Cavite a Oton (Iloilo) el 30 de diciembre de 1668. Mientras Coloma permanecía en la ciudad, los socios de De la Peña aterrorizaron a su esposa para que no pudiera actuar al respecto. Mientras tanto, el gobernador nombró a dos licenciados, Juan de Rosales y Eugenio Gutiérrez de Mendoza, para decidir sobre la antigüedad de Coloma y Sotomayor. Sin embargo, De la Peña desconocía que el rey Carlos II ya había nombrado un nuevo gobernador el 24 de junio de 1668 que llegó a Filipinas en julio de 1669. Cuando el nuevo gobernador, Manuel de León, asumió el cargo en Manila el 24 de septiembre de 1969, sometió a juicio a todos los involucrados en el golpe. En 1670 presidió el juicio de residencia de Salcedo, que había sido postergada por el golpe de Estado dos años antes. Sin embargo, se presentó una protesta al Consejo de Indias con respecto a esta revisión. Desde su trabajo como auditor mayor durante la administración de Salcedo, Coloma también hacía la función de asesor jurídico del gobernador. Todos los consejos sobre los actos del gobernador venían de Coloma. En esencia, estaría revisando sus propios actos. En 1671, se canceló el nombramiento de Coloma para realizar el juicio de residencia y Sotomayor se hizo cargo del juicio de Salcedo. En cuanto a Salcedo, murió mientras lo transportaban a México para ser juzgado.
Coloma estaba con el gobernador León cuando este último se dirigió al convento de Tondó (Manila) con pleno despliegue militar. Esto se hizo para influir en la elección del superior provincial de la zona, del que el principal candidato, Francisco de Medina Basco, no estaba en buenos términos con De León.
Mientras aún estaba en Filipinas, la esposa de Coloma esposa murió. El gobernador De León, que entonces sufría de obesidad, visitó el funeral de la esposa de Coloma. Sin embargo, el olor a cadáveres enterrados empeoró la condición de De León. Muy pronto, sus heridas reabrieron y murió de una hemorragia el 11 de abril de 1677. El mismo día, Coloma, que entonces presidía la Real Audiencia de Manila como auditor principal, lo sucedió como gobernador general.
Uno de los primeros actos de la administración Coloma fue la enajenación de la finca de De León, que ascendía a 250 000 pesos. Toda la fortuna del exgobernador fue destinada a la caridad, incluidos 50 000 pesos para la Misericordia, 33 000 pesos para la fundación de capellanías, 12 000 pesos para la reconstrucción del Hospital San Lázaro en Santa Cruz (Manila), y otros 12 000 pesos para la reconstrucción del seminario en Santa Potenciana. En 1668 se trajeron ocho mil pesos a Nueva España, pero provenían de la vándala de la producción de arroz de Pampanga. Los kapampangan pidieron ayuda a Coloma y, en una decisión histórica, los ocho mil pesos fueron devueltos al pueblo.

## Muerte
Coloma falleció el 25 de septiembre de 1677 y fue enterrado en la Iglesia de Santo Domingo. Lo sucedió Sotomayor. Hasta el día de hoy, en Navarrete (La Rioja) se pueden ver restos del escudo y blasón de Coloma con la siguiente inscripción: «ESTAS ARMAS SON DE FRANCISCO COLOMA, VIRREY Y CAPITAN GENERAL DE MANILA». Sin heredero aparente, su testamento se realizó con dinero de su sobrino, Pedro Coloma y Escalona, marqués de Canales de Chozas, casado con Ana de Tapia y Zúñiga. En 1675, dos años después de su muerte, la herencia de Coloma se dividió de la siguiente manera:
- 12 000 pesos para Jerónimo Campusano y su esposa Juana de Cuadros;
- 5 362 pesos a Nicolás de Merlo;
- 5 085 pesos y joyas a Doña Ana María Campusano;
- 3 474 pesos para gastos funerarios;
- 1 424 pesos para pago de deudas a Diego de Heredia, Pedro Roldán y Joseph de Alecha;
- 12 000 pesos y oro para la tumba de Coloma.